# Dělníci moře
Dělníci moře (francouzsky Les Travailleurs de la mer) je román francouzského básníka, dramatika a prozaika Victora Huga z prostředí rybářské vesničky na ostrově Guernsey u Lamanšského průlivu. V díle je zachycen život ostrovní komunity, mimo jiné také jaký na něj má vliv industrializace.
Hugo dílo dedikoval právě ostrovu Guernsey, kde strávil 15 let vyhnanství. Dílo bylo poprvé vydáno v roce 1866.
Příběh pojednává o muži z ostrova Guernsey jménem Gilliatt, který je vyděděncem společnosti. Zamiluje se do krásné Déruchetty, neteře místního bohatého majitele parníku, pana Lethierryho. Když se Lethierryho parník rozbije o útes Rouches Douvres, Déruchetta se zaváže vzít si toho, kdo z lodi zachrání potopený parní motor. Gilliatt se horlivě nabídne a příběh pak popisuje jeho fyzické zkoušky (kam patří například souboj s chobotnicí), stejně jako nezasloužené odsuzování jeho sousedy.

## Děj

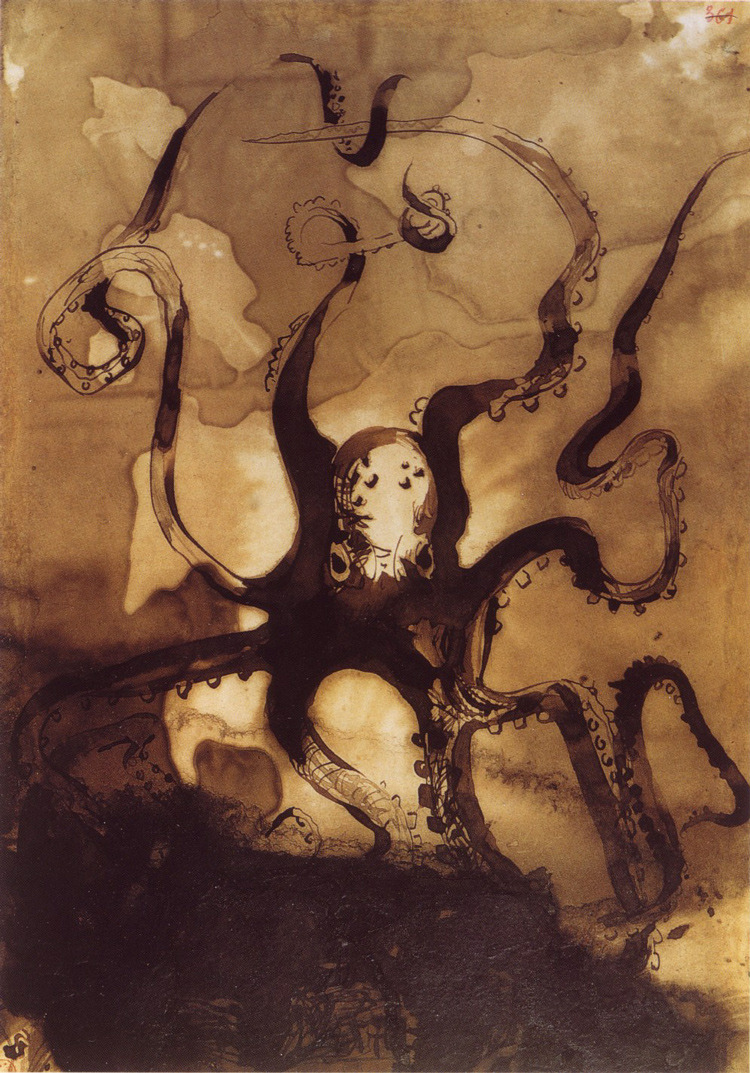
Chobotnice, se kterou v díle svede hlavní hrdina boj, kresba Victora Huga

Na ostrov Guernsey přijede žena se svým synem Gilliattem a koupí dům, v němž má prý strašit. Matka zemře, ale její chlapec roste a stane se z něj výborný námořník. Lidé jej pak považují za čaroděje a podezírají ho ze spojení s ďáblem.

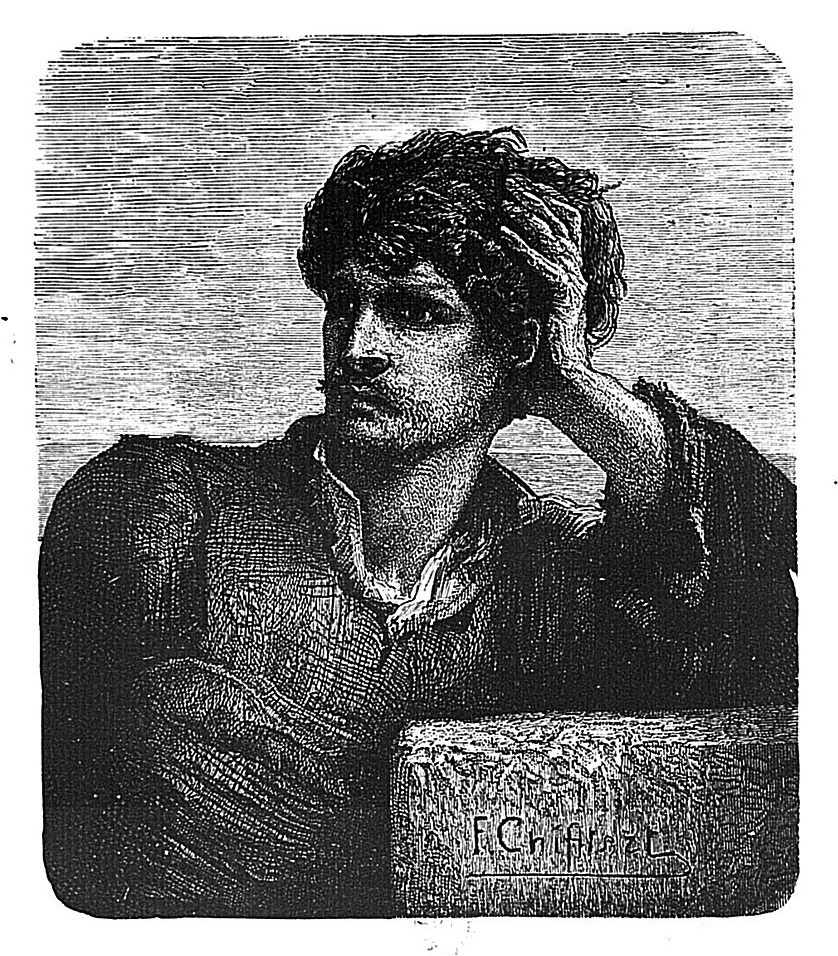
Gilliatt, ilustrace Françoise Chifflarta k románu z roku 1883.

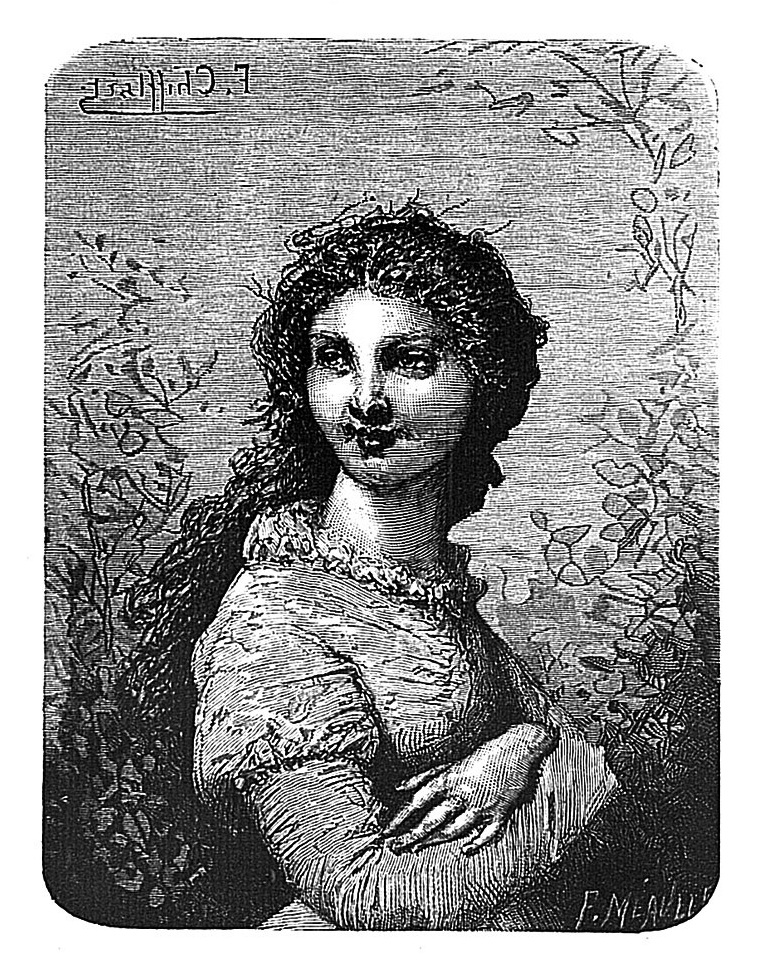
Déruchetta, ilustrace Françoise Chifflarta k románu z roku 1883.

Na Guernsey se svou neteří Déruchettou také žije Mess Lethierry – bývalý námořník a majitel prvního parníku (jménem Duranda) na ostrově. Jednoho dne po cestě do kostela Déruchetta spatří Gilliatta, a tak do sněhu napíše jeho jméno. Když to Gilliatt uvidí, do půvabné Déruchetty se zamiluje.
Clubin, který je kapitánem na Durandě, zosnuje plán k rozbití parníku o útes a následnému úniku na lodi Tamaulipas – lodi španělských pašeráků. Seznámí se s Rantainem, podvodníkem, který před lety okradl pana Lethierryho o velkou sumu peněz, a peníze mu uloupí.
V husté mlze pluje Clubin s lodí k útesu Hanois do míst, kde by mohl po nárazu doplavat ke břehu a uniknout na pašerácké lodi, zatímco by jej obyvatelé ostrova považovali za mrtvého. V mlze se však splete a namísto toho s lodí přijede k útesu Douvres, který je na půli cesty mezi Guernsey a Francií. Na lodi je osamocen, dostane strach, načež skočí do vody pro nůž, ale je za nohu stažen ke dnu.
O ztroskotání Durandy se dozví všichni obyvatelé Guernsey. Pan Lethierry je zoufalý, chce z lodi získat zpět alespoň parní motor. Jeho neteř slíbí, že se provdá za toho, kdo motor zachrání, a pan Lethierry všechny zapřisáhne, že se za nikoho jiného neprovdá. Gilliatt okamžitě souhlasí a vydá se na obtížnou výpravu, kde se potýká s hladem, žízní a zimou, aby motor z lodi zachránil. Dostane se také do boje s obří chobotnicí, při němž objeví Clubinovu kostru a ukradené bohatství.
Gilliatt nakonec uspěje a motor vděčnému panu Lethierrymu vrátí. Mess Lethierry je pak připraven splnit svůj a neteřin slib. Gilliatt ovšem sňatek s Déruchettou odmítne, protože ví, že ji již o ruku požádal mladý kněz Ebenezer Caudry, který nedávno přibyl na ostrov. Narychlo jim zorganizuje svatbu a pomůže jim odjet na lodi Cashmere. Sám potom se všemi svými rozplynutými sny odejde na kus skály v moři, kde jej při pozorování za horizontem mizící lodi Cashmere pohltí přílivová vlna.

## Postavy
- Gilliatt – mladý rybář a dobrý námořník, ale vyděděnec společnosti. Obyvatelé ostrova jej nemají rádi, protože jej podezírají ze spojení s nadpřirozenými silami. Je obětavý, pro místní obyvatele vykoná mnoho dobrého (například opraví studnu), nadále jím však všichni nezaslouženě opovrhují. Je zamilovaný do Déruchetty, a tak se dobrovolně nabídne k záchraně motoru z potopeného parníku. Po návratu však zjistí, že Dérucheta miluje jiného muže. Zachová se velmi obětavě – Déruchettině sňatku požehná. Nakonec odejde rozjímat na skalisko v moři, kde jej pohltí vlny.
- Déruchetta – krásná, milá a bohatá místní dívka, neteř majitele parníku Messe Lethierryho.
- Messe Lethierry – bohatý pán a majitel parníku Duranda. Je starý a zesláblý, své bohatství nabyl těžkou prací. Když se dozví o nehodě, která postihne jeho parník, je na pokraji zhroucení. Napadne jej však, že pokud by se podařilo z lodi zachránit alespoň motor, mohl by postavit novou. Pro své stáří se však k cestě neodhodlá.
- Clubin – Lethierryho společník. Všemi je považován za svědomitého a poctivého člověka, ve skutečnosti je však velmi chamtivý a zlomyslný – úmyslně ztroskotá s Durandou, aby mohl nepozorovaně uprchnout s bohatstvím, které nakradl. To se mu však nepovede, neboť je stažen chobotnicí do hlubin moře.
- Ebenezer Caudry – duchovní anglikánské církve, uzavře sňatek s Déruchettou.

## Filmové adaptace
- Toilers of the Sea (1914 americký němý film.[2]
- Toilers of the Sea (1915), americký němý film.[3]
- Les Travailleurs de la mer (1918), francouzský němý film, režie André Antoine.[4]
- Toilers of the Sea (1923), americký němý film, režie Roy William Neill.
- Toilers of the Sea (1936), britský film, režie Ted Fox a Selwyn Jepson.
- Sea Devils (1953), americký film, režie Raoul Walsh.[5]

## Česká vydání
- Dělníci moře, Edvard Beaufort, Praha 1903, přeložil V. Krejčí.
- Dělníci moře, Josef Richard Vilímek, Praha 1914, přeložil Augustin Spáčil, znovu 1928.
- Dělníci moře, Antonín Svěcený, Praha 1923, přeložil František Václav Krejčí, znovu 1926.
- Dělníci moře, Rodinná knihovna Henning Franzen, Praha 1929, přeložil Jan Razil, znovu Mars, Praha 1931.
- Dělníci moře, Ladislav Šotek, Praha 1929, přeložil Vladislav Štverák.
- Dělníci moře, Julius Albert, Praha 1933, přeložil Jiří Vičar.
- Dělníci moře, Státní nakladatelství, Praha 1947, přeložila Marie Burešová.
- Dělníci moře, SNDK, Praha 1954, přeložil Vladimír Neff.
- Dělníci moře, SNKLHU, Praha 1958, přeložil Bohuslav Rovenský, znovu 1960 a Odeon, Praha 1969 a 1977.
- Dělníci moře, Dobrovský s.r.o., Praha 2014, přeložil František Václav Krejčí.